# Liste des épisodes de Chicago Med

Cet article présente la liste des épisodes de la série télévisée américaine Chicago Med.

## Épisodes
| Saisons        | Saisons        | Épisodes       | Diffusion originale sur NBC | Diffusion originale sur NBC | Diffusion originale sur NBC |
| Saisons        | Saisons        | Épisodes       | Année                       | Début de saison             | Fin de saison               |
| -------------- | -------------- | -------------- | --------------------------- | --------------------------- | --------------------------- |
| Backdoor pilot | Backdoor pilot | Backdoor pilot | 2014-2015                   | 7 avril 2014                | 7 avril 2014                |
|                | 1              | 18             | 2015-2016                   | 17 novembre 2015            | 17 mai 2016                 |
|                | 2              | 23             | 2016-2017                   | 22 septembre 2016           | 11 mai 2017                 |
|                | 3              | 20             | 2017-2018                   | 21 novembre 2017            | 15 mai 2018                 |
|                | 4              | 22             | 2018-2019                   | 26 septembre 2018           | 22 mai 2019                 |
|                | 5              | 20             | 2019-2020                   | 25 septembre 2019           | 15 avril 2020               |
|                | 6              | 16             | 2020-2021                   | 11 novembre 2020            | 26 mai 2021                 |
|                | 7              | 22             | 2021-2022                   | 22 septembre 2021           | 25 mai 2022                 |
|                | 8              | 22             | 2022-2023                   | 21 septembre 2022           | 25 mai 2023                 |
|                | 9              | 13             | 2024                        | 17 janvier 2024             | 22 mai 2024                 |
|                | 10             | 22             | 2024-2025                   | 25 septembre 2024           | 2025                        |

### Pilote hors-saison (2014)
Le pilote est le dix-neuvième épisode de la troisième saison de la série Chicago Fire.
1. Carnage aux urgences (I Am the Apocalypse)

### Première saison (2015-2016)
1. Le Premier Jour (Derailed)
2. À tort ou à raison (iNO)
3. L'Alternative (Fallback)
4. Héros d'un jour (Mistaken)
5. Erreur de diagnostic (Malignant)
6. Les Liens du sang (Bound)
7. Contre mauvaise fortune… (Saint)
8. À cœur ouvert (Reunion)
9. Cas de conscience (Choices)
10. Entre deux (Clarity)
11. Le Choix du patient (Intervention)
12. Les Faux Coupables (Guilty)
13. Une partie d'un tout (Us)
14. Frères d'armes (Hearts)
15. Héritage du passé  (Inheritance)
16. Au milieu du désordre (Disorder)
17. Effets de manque (Withdrawal)
18. Fin de parcours (Timing)

### Deuxième saison (2016-2017)
Elle a été diffusée du 22 septembre 2016 au 11 mai 2017.
1. La Médecine de l'âme (Soul Care)
2. Cruels dilemmes (Win Loss)
3. À première vue (Natural History)
4. Danger biologique (Brother's Keeper)
5. Mesures extrêmes (Extreme Measures)
6. Les Petits Génies (Alternative Medicine)
7. Premier amour (Inherent Bias)
8. Libre arbitre (Free Will)
9. Le Dernier Combat (Uncharted Territory)
10. Rechute (Heart Matters)
11. Équipe de nuit (Graveyard Shift)
12. Effet miroir (Mirror Mirror)
13. Être et rester soi-même (Theseus' Ship)
14. Jour de neige (Cold Front)
15. Héros malgré lui (Lose Yourself)
16. Prisonnier de son corps (Prisoner's Dilemma)
17. Jour de deuil (Monday Mourning)
18. Dire adieu (Lesson Learned)
19. Piratage (Ctrl Alt)
20. Pulsions coupables (Generation Gap)
21. Sauvez-nous ! (Deliver Us)
22. Maître de sa propre chance (White Butterflies)
23. Comme une évidence (Love Hurts)

### Troisième saison (2017-2018)
Elle a été diffusée du 21 novembre 2017 au 15 mai 2018.
1. Secrets et mensonges (Speak Your Truth)
2. 100% bio (Nothing to Fear)
3. Automédication (Trust Your Gut)
4. Joyeuses fêtes (Naughty or Nice)
5. Des hauts et des bas (Mountains and Molehills)
6. Un choix irréversible (Ties That Bind)
7. Un mal pour un bien (Over Troubled Water)
8. 3000 calories (Lemons and Lemonade)
9. Le Courage de lâcher prise (On Shaky Ground)
10. Au nom de la loi (Down By Law)
11. Hystérie collective (Folie à Deux)
12. Marqué de naissance (Born This Way)
13. Des bonnes et des mauvaises surprises (Best Laid Plans)
14. Mesures de confinement (Lock It Down)
15. Exorcisme (Devil in Disguise)
16. Une vérité qui dérange (An Inconvenient Truth)
17. Parents modèles (The Parent Trap)
18. Fusillade meurtrière (This Is Now)
19. Doutes et certitudes (Crisis of Confidence)
20. Point de chute (The Tipping Point)

### Quatrième saison (2018-2019)
Elle a été diffusée du 26 septembre 2018 au 22 mai 2019.
1. Âme sœur (Be My Better Half)
2. Syndrome post-traumatique (When to Let Go)
3. Choix cornéliens (Heavy is the Head)
4. Impasse (Backed Against the Wall)
5. Des secrets bien gardés (What You Don't Know)
6. Un moindre mal (Lesser of Two Evils)
7. Code orange (The Poison Inside Us)
8. Ne pas réanimer (Play By My Rules)
9. Un amour fou (Death Do Us Part)
10. Ceux qui sont seuls (All the Lonely People)
11. Déni de réalité (Who Can You Trust)
12. Actes et conséquences (The Things We Do)
13. Des squelettes dans le placard (Ghosts in the Attic)
14. Si c'était à refaire (Can't Unring That Bell)
15. Unis face à la haine (We Hold These Truths)
16. Chapitres clos (Old Flames, New Sparks)
17. Le Poids des choix (The Space Between Us)
18. Toute vérité n'est pas bonne à entendre (Tell Me the Truth)
19. Mon fils, ma bataille (Never Let You Go)
20. À vouloir trop en faire (More Harm Than Good)
21. Parler ou se taire à jamais (Forever Hold Your Peace)
22. À cœur vaillant rien d'impossible (With a Brave Heart)

### Cinquième saison (2019-2020)
Elle a été diffusée du 25 septembre 2019 au 15 avril 2020.
1. Rien ne sera plus comme avant (Never Going Back to Normal)
2. Panne générale (We're Lost in the Dark)
3. Seul face à la mort (In the Valley of the Shadows)
4. Épidémie (Infection, Part II)
5. Je suis ton ami (Got a Friend in Me)
6. Sors de ma vie (It's All in the Family)
7. De quoi demain sera fait (Who Knows What Tomorrow Brings)
8. Si ça en vaut la peine (Too Close to the Sun)
9. Libre comme l'air (I Can't Imagine the Future)
10. Laisser le passé derrière soi (Guess it Doesn't Matter Anymore)
11. Tout ce qui nous sépare (The Ground Shifts Beneath Us)
12. Le Jugement de Salomon (Leave the Choice to Solomon)
13. Le Mal de vivre (Pain Is for the Living)
14. Rien ne dure éternellement (It May Not Be Forever)
15. Le Rôle d'une vie (I Will Do No Harm)
16. Qui lui jettera la première pierre ? (Who Should Be the Judge)
17. Sang pour cent (The Ghosts of the Past)
18. Quand on n'a que l'amour (In the Name of Love)
19. Sous tension (Just a River in Egypt)
20. Rattrapé par le passé (A Needle in the Heart)

### Sixième saison (2020-2021)
Elle a été diffusée du 11 novembre 2020 au 26 mai 2021.
1. Un nouveau combat (When Did We Begin to Change?)
2. L'Homme de la situation (Those Things Hidden in Plain Sight)
3. Si loin, si proches (Do You Know the Way Home?)
4. Mieux c'est trop (In Search of Forgiveness, Not Permission)
5. La Voix de la déraison (When Your Heart Rules Your Head)
6. Raison et sentiments (Don't Want to Face This Now)
7. Pour la bonne cause (Better Is the Enemy of Good)
8. Un sentiment d'abandon (Fathers and Mothers, Daughters and Sons)
9. Le Ver dans la pomme (For the Want of a Nail)
10. Protéger l'autre (So Many Things We've Kept Buried)
11. Renoncements nécessaires (Letting Go Only to Come Together)
12. Un risque à prendre (Some Things Are Worth the Risk)
13. Savoir s'entourer (What A Tangled Web We Weave)
14. Période d'essai (A Red Pill, a Blue Pill)
15. Libre consentement (Stories, Secrets, Half-Truths and Lies)
16. Le Temps de guérir (I Will Come to Save You)

### Septième saison (2021-2022)
Elle a été diffusée du 22 septembre 2021 au 25 mai 2022.
1. Un retour sous conditions (You Can't Always Trust What You See)
2. Les Petites victoires (To Lean In, or To Let Go)
3. Une vision d'avenir (Be the Change You Want to See)
4. Avis divergents (Status Quo, aka the Mess We're In)
5. À trop vouloir en faire… (Change Is a Tough Pill to Swallow)
6. Suivis de près (When You're a Hammer Everything's a Nail)
7. Un rond dans un carré (A Square Peg in a Round Hole)
8. Prendre des risques (Just as a Snake Sheds Its Skin)
9. Une surprise sous le sapin (Secret Santa Has a Gift for You)
10. Le Droit de ne pas savoir (No Good Deed Goes Unpunished… In Chicago)
11. L'Exception à la règle (The Things We Thought We Left Behind)
12. Panique au bloc (What You Don't Know Can't Hurt You)
13. Le Bénéfice du doute (Reality Leaves A Lot To The Imagination)
14. Poumon d'acier (All the Things That Could Have Been)
15. Flic un jour… (Things Meant to Be Bent Not Broken)
16. L'Embarras du choix (May Your Choices Reflect Hope, Not Fear)
17. En état d'alerte (If You Love Someone, Set Them Free)
18. Derrière les apparences (Judge Not, For You Will Be Judged)
19. Une intime conviction (Like a Phoenix Rising from the Ashes)
20. Protéger ceux qu'on aime (End of the Day, Anything Can Happen)
21. Admettre la vérité (Lying Doesn't Protect You from the Truth)
22. La Dernière ligne droite (And Now We Come to the End)

### Huitième saison (2022-2023)
Elle a été diffusée du 21 septembre 2022 au 24 mai 2023.
1. Entre deux feux (How Do You Begin to Count the Losses)
2. Déployer ses ailes ((Caught Between) The Wrecking Ball and the Butterfly)
3. Nouveaux protocoles (Winning the Battle, but Still Losing the War)
4. Rupture de stock (The Apple Doesn't Fall Far from the Teacher)
5. Système D (Yep, This is the World We Live In)
6. Le Beau docteur (Mamma Said There Would Be Days Like This)
7. Coup de blouse (The Clothes Make the Man… Or Do They?)
8. Donnant-Donnant (Everyone's Fighting a Battle You Know Nothing About)
9. Le Bloc 2.0 (Could Be the Start of Something New)
10. Une lueur d'espoir (A Little Change Might Do Some Good)
11. Un pas de côté (It Is What It Is, Until It Isn't)
12. Diagnostic en réseau (We All Know What They Say About Assumptions)
13. Vent de panique (It's an Ill Wind That Blows Nobody Good)
14. La Dernière chance (On Days Like Today… Silver Linings Become Lifelines)
15. Le Piquet de grève (Those Times You Have to Cross the Line)
16. Un père aimant (What You See Isn't Always What You Get)
17. Tournage en cours (Know When to Hold and When to Fold)
18. La Meilleure maman du monde (I Could See the Writing on the Wall)
19. Une voix décisive (Look Closely and You Might Hear the Truth)
20. Une troisième chance (The Winds of Change Are Starting to Blow)
21. Changement de plan (Might Feel Like It's Time for a Change)
22. Une porte se ferme, une autre s'ouvre (Does One Door Close and Another One Open?)

### Neuvième saison (2024)
Elle est diffusée depuis le 17 janvier 2024.
1. Perte de contrôle (Row Row Row Your Boat on a Rocky Sea)
2. Le syndrome du sauveur (This Town Ain't Big Enough for Both of Us)
3. Tempête sur les réseaux (What Happens in the Dark Always Comes to Light)
4. Une malédiction familiale (These Are Not the Droids You Are Looking For)
5. C'est pour ton bien (I Make a Promise, I Will Never Leave You)
6. Un vieil ami (I Told Myself That I Was Done With You)
7. Symétrie parfaite (Step on a Crack and Break Your Mother's Back)
8. Le père télépathe (A Penny for Your Thoughts, Dollar for Your Dreams)
9. Prisonniers du mensonge (Spin a Yarn, Get Stuck in Your Own String)
10. Le jour zéro (You Might Just Find You Get What You Need)
11. Toutes les vérités… (I Think There is Something You're Not Telling Me)
12. Conseil d'ami (Get By with a Little Help from My Friends)
13. Merci d'être là (I Think I Know You, but Do I Really?)

### Dixième saison (2024-2025)
Elle est diffusée aux États-Unis depuis le 25 septembre 2024.
1. Courants contraires (Sink or Swim)
2. Chacun son périmètre (Bite Your Tongue)
3. L'ère du doute (Trust Fall)
4. Submergées (Blurred Lines)
5. La nuit d'halloween (Bad Habits)
6. Au bord du gouffre (Forget Me Not)
7. Le jeu de l'épingle (Family Matters)
8. Intenses retrouvailles (Love Will Tear Us Apart)
9. À couteaux tirés (No Love Lost)
10. Coeurs brisés (Broken Hearts)
11. Bloqués dans le métro, 2e partie (In the Trenches: Part II)
12. Réactions en chaîne (In The Wake)
13. Le reflet du miroir (Take a Look in the Mirror)
14. Inspection surprise (Acid Test)
15. Au fond du trou (Down in a Hole)
16. Un long sommeil (Poster Child)
17. Un coeur en miettes (The Book of Archer)
18. Le noeud du problème (Together One Last Time)
19. Les histoires qu'on se raconte (The Stories We Tell Ourselves)
20. La grève des invisibles (Invisible Hand)
21. Mon enfant (Baby Mine)
22. Ne pleure pas (Out of Your Control)